# ذوق (مجلة)
ذوق هي مجلة تصدر باللغة العربية مطلع كل فصل من فصول السنة، مقرها دولة الكويت ويرأس تحريرها بدر محمد الحجيلان. صدر العدد الأول من مجلة ذوق في مارس 2004.

## بدايتها
صدر العدد الأول من ذوق في مارس 2004 كمجلة فصلية تصدر كل ثلاثة أشهر وتوزع في الكويت وجميع دول الخليج العربي.
دخلت المجلة سباق النشر الإلكتروني وبدأت في الانتشار عبر الإنترنت منذ نوفمبر 2007 عبر موقعها الذي يتطرق لأخبار يومية حول الموضة والتصميم والسفر والطعام والفن والمجتمع.

## وصلات خارجية
- موقع مجلة ذوق
- مدونة ذوق